# Mikeás próféta
A Biblia szerint Mikeás (Héberül: מִיכָה הַמֹּרַשְׁתִּי Mīḵā hammōraštī "Moreseti Mikeás") próféta volt, Mikeás próféta könyvének szerzője. A 12 kispróféta egyike, Ézsaiás, Ámosz, Hóseás kortársa. Júda délnyugati térségéből, Moreset-Gátból származott. Jótám, Aház, Ezékiás júdabeli királyok idejében prófétált.
Üzenete főként Jeruzsálemmel kapcsolatos. Prófétált Jeruzsálem és Szamária jövőbeli sorsáról, a pusztulásról valamint az állam jövőbeli helyreállításáról. Megfedte a júdeabeli népet a becstelenségük és a bálványimádás miatt.
Mikeás 5:2 versszakot a keresztények Betlehemre (kis falu, Jeruzsálemtől délre) vonatkozó próféciaként értelmezik, amely ennek értelmében a Messiás szülőhelye lesz. 
"De te, Efratának Bethleheme, bár kicsiny vagy a Júda ezrei között: belőled származik nékem, aki uralkodó az Izráelen; akinek származása eleitől fogva, öröktől fogva van."

## Fordítás
- Ez a szócikk részben vagy egészben  a   Micah (prohet) című angol Wikipédia-szócikk fordításán alapul.  Az eredeti cikk szerkesztőit annak laptörténete sorolja fel. Ez a jelzés csupán a megfogalmazás eredetét és a szerzői jogokat jelzi, nem szolgál a cikkben szereplő információk forrásmegjelöléseként.